# 여의도 (영화)
"여의도"는 2010년에 개봉한 대한민국의 영화이다.

## 캐스팅
- 김태우 : 황우진 역
- 박성웅 : 강정훈 역
- 황수정 : 아내 역
- 고세원 : 조 부장 역
- 김성태 : 사채업자 역
- 김도신 : 김 형사 역
- 김산호 : 박민혁 역
- 구승현 : 황현준 역
- 권혁풍 : 사장 역
- 이재구 : 금감원 직원 역
- 박인영 : 사채 사무실 여직원 역
- 오성태 : 브로커 역
- 강철성 : 감식반 역
- 박민수 : 동네아이 1 역
- 임제노 : 동네아이 2 역
- 하대로 : 웨이터 역
- 최은 : 호스티스 역
- 고영욱 : 룸살롱 DJ 역 (우정출연)